# Rollin' Stone
Rollin' Stone е сингъл на американския блус певец Мъди Уотърс, издаден през 1950 г. от „Чес Рекърдс“. Песента е вдъхновена от Catfish Blues – блус композиция от Мисисип, датираща 20-те години. Същият аранжиминет и мелодия са използвани година по-късно от Уотърс за песента му Still a Fool, която достига до 8-а позиция в класацията на „Билборд“ за ритъм енд блус.
Заглавието на песента идва от латинската поговорка, преведена на английски език като A rolling stone gathers no moss (на български: Търкалящ се камък не хваща мъх). Според музикалния журналист Робърт Палмър рок групата „Ролинг Стоунс“ и музикалното списание „Ролинг Стоун“ взимат името си от творбата на Уотърс.
През 2000 г. песента е удостоена с награда „Залата на славата на „Грами“. През 2004 г. списание „Ролинг Стоун“ я поставя на 459-о място в класацията си 500 Greatest Songs of All Time (500-те най-велики песни на всички времена). В подредба на класацията през 2010 г. е поставена на позиция 465. В новата официална класация на списанието от 2021 парчето не присъства.